# Dragon Age: Origins
Dragon Age: Origins — рольова відеогра 2009 року, розроблена BioWare під видавництвом Electronic Arts. Це перша гра у франшизі Dragon Age. Самі BioWare описали Dragon Age: Origins як «темне героїчне фентезі», дія якого відбувається в вигаданому BioWare оригінальному всесвіті та є духовним наступником їхніх попередніх франшиз Baldur's Gate та Neverwinter Nights. Для створення гри команда надихалася Володарем перснів та Піснею льоду й полум'я. BioWare залучили понад 144 актори озвучування та найняли Інона Цура для написання ігрового саундтреку. Розробка консольних версій гри була доручена нині закритій студії Edge of Reality. Dragon Age: Origins було випущено на платформах Microsoft Windows, PlayStation 3 і Xbox 360 у листопаді 2009 року та на Mac OS X у грудні того ж року.
Проєкт отримав широке визнання критиків після релізу, причому похвали здебільшого були спрямовані на сюжетну складову, загальну історію ігрового всесвіту та персонажів. Всього через півроку після релізу було продано понад 3,2 мільйона копій гри та 1 мільйон копій завантажувального контенту. Dragon Age: Origins назвали «Грою року» та «Найкращою рольовою грою» кілька всесвітньовідомих ігрових видань і багато журналістів назвали її однією з найкращих коли-небудь створених відеоігор. BioWare протягом року підтримували гру, випускаючи завантажувальні доповнення до неї та у березні 2010 року випустили масштабне сюжетне розширення під назвою Dragon Age: Origins - Awakening. На сьогодні гра має два сиквели — Dragon Age II та Dragon Age: Inquisition, що були випущені у 2011 та 2014 роках відповідно.

## Ігровий процес

Ігровий інтерфейс під час бою: вороги та союзники позначені червоним і синім кольором відповідно, тоді як ігрова партія виділена більш масивними позначками; над кожним персонажем відображена навичка, яку він використовує наразі та кількість шкоди (якщо вона є); на екрані мінікарта, склад активної партії з їхніми життєвими показниками та доступні навички й вміння.

Dragon Age: Origins — це рольова гра, з активною паузою і видом у перспективі від третьої особи. У грі можливо використовувати як стандартну інтерактивну камеру із-за плеча персонажа, так і змінювати її на тактичну, переходячи на перспективу з висоти пташиного польоту для більшої зручності у тактичному режимі битв. Гравець створює власного персонажа, вибираючи расу, стать, зовнішність та клас протагоніста. Існує три доступні класи — воїни, які виконують сильні фізичні атаки; розбійники, які здійснюють скритні атаки та єдині, хто має можливість взламувати замки та красти предмети в інших персонажів; і маги, які наносять велику шкоду по площині та підтримують інших членів групи. Три варіанти раси: людина, ельф і гном. Поєднання класу та раси визначає, яку з шести різних передісторій буде мати протагоніст: долійський ельф, безкастовий гном, міський ельф, маг Кола, вельможна людина або шляхетний гном. Це впливає на те, як інші ігрові персонажі сприймають протагоніста. Наприклад, ельф стикнеться зі зневагою та утисками з боку людей, а безкастовий гном буде відчувати ненависть і дискримінацію з боку гномів-дворян. Однак після завершення прологу всі класи розвиваються за однаковим сюжетом.
Під час гри, протагоністу протистоять різні типи ворогів, включаючи велетенських павуків, темнородів, демонів, сильванів та драконів. Це партійна рольова гра, тож у процесі проходження до протагоніста долучаються напарники, які супроводжують їх під час пригод і надають допомогу в бою. Зазвичай цими компаньйонами керує штучний інтелект, їх поведінку гравець може регулювати за допомогою меню «Тактика», але гравець також має можливість перемикатися між персонажами та може віддавати їм накази в режимі реального часу або призупиняти гру, щоб поставити дії в чергу. Гравець і члени його партії вступають у бій зі зброєю, яку вони спорядили, коли гравець націлюється на ворога або його помічає ворог. Гравці можуть міняти зброю та виконувати спеціальні атаки під час бою, але більшість цих атак мають час перезарядки. Перспектива ігрової камери може бути змінена з вигляду від третьої особи на вигляд зверху вниз, де дружні та ворожі підрозділи позначаються різними кольорами, щоб розрізняти їх. Наприкінці бою здоров'я та витривалість персонажів, що використовується для навичок персонажа, автоматично поповнюються. Напарники, які не входять до активної групи гравця, залишаються в таборі — центрі, що служить ігровою базою, де гравець може поговорити зі своїми членами групи, а також придбати нову зброю, броню та спорядження. Окрім основної сюжетної історії, гравець може дізнатися більше про ігровий всесвіт, збираючи сторінки кодексу, розкидані по грі. 
Гравець може підвищити рівень свого персонажа, заробляючи бали досвіду, виконуючи квести та перемагаючи ворогів. Щоразу, коли гравець досягає нового рівня, він отримує три бали, які витрачає на шість атрибутів персонажа. Сила завдає більшої шкоди, спритність допомагає частіше уникати атак, сила волі збільшує витривалість для воїнів або кількість мани для магів, магія збільшує шкоду від заклинань або магічний захист, хитрість покращує тактику бою, а конституція допомагає протистояти атакам. Спеціальні навички, які поділяються на чотири різні аспекти для кожного класу, і варіанти спеціалізації, які пропонують специфічні навички класу, також можна розблокувати шляхом підвищення рівня.
Гравець може розмовляти та взаємодіяти як з членами групи, так і з іншими неігровими персонажами. Дерево діалогів пропонує кілька варіантів діалогу на вибір гравця. Під час розмови гравець може розблокувати унікальні квести та діалоги, що розкривають лор Dragon Age. Діалогову систему також можна використовувати, щоб переконати або залякати інших персонажів. Гравцю часто доводиться вибирати між морально неоднозначними варіантами, які призводять до наслідків, що впливають на ігровий всесвіт та його розвиток і навіть можуть призвести до смерті потенційного компаньйона. Напарники реагують на вибори зроблені гравцем через «систему схвалення». Коли рішення гравця ідуть у розріз із їх світоглядом, їх схвалення падає, що може призвести до того, що компаньйон покине команду або навіть нападе на протагоніста. На схвалення також можуть впливати подарунки, які можуть як покращити ставлення будь-якого компаньйона до протагоніста, так і навпаки призвести до втрати певної кількості балів схвалення. Існують унікальні подарунки, які якщо віддані правильному персонажу, розблокують його персональний квест чи відкриють приховану раніше інформацію про нього. Високий рейтинг схвалення покращує моральний дух напарника та дає бонуси до його бойових здібностей. Суттєвий рейтинг схвалення також дає можливість протагоністу підтримувати романтичні стосунки з певними компаньйонами. Система «реактивної взаємодії» гри означає, що те, як гравець ставиться до одного напарника, також впливає на відношення до нього інших напарників.

## Синопсис

Тедас — це континент у південній півкулі та єдиний відомий континент у всесвіті Dragon Age, на якому розгортаються дії всіх ігор серії. Про землі, що лежать за Тедасом, відомо небагато. Передбачається, що існують інші континенти, оскільки раса к'юнарі спочатку походили не з Тедасу, а з невідомої землі за океаном. Згідно з деякими джерелами, люди також прийшли з півночі.

Події гри відбуваються у вигаданому фентезійному світі, в епоху умовного Середньовіччя, на континенті Тедас (англ. Thedas), в одній з існуючих країн — королівстві Ферелден (англ. Ferelden). У світі існує кілька розумних рас: люди, ельфи, гноми, к'юнарі (англ. Qunari). Деякі представники всіх розумних рас (крім гномів) мають вроджену здатність до магії. Крім «фізичного» світу у всесвіті гри існує і «світ духів», так зване «Затіння» (англ. Fade), населене духами та демонами. До Затіння уві сні потрапляють представники всіх рас, окрім відрізаних від магії гномів, а маги є єдиними, хто здатен входити до нього за власним бажанням із допомогою магічної речовини — ліріуму (англ. Lirium).
Тедас — це світ, у якому раса й клас поєднуються, щоб визначити соціальний клас і політичну динаміку. Люди часто сприймають ельфів як громадян другого сорту, тоді як до знатних людей ставляться з повагою. З іншого боку, маги є заручниками церковного режиму і перебувають під постійним тоталітарним наглядом Церкви, бо їхній природжений доступ до Затіння несе за собою небезпеку одержимості демонами. Маги-відступники (англ. Apostate mages), яким вдалося позбавитись церковного контролю, вважаються надзвичайно небезпечними та військове крило Церкви, Орден храмовників (англ. Templars Order), неусипно шукає їх, вдаючись інколи до засобів поза межами людяності. Гноми живуть в Глибинних шляхах (англ. The Deep Roads) — їхньому підземному королівстві, котре до Першого Мору покривало весь материк своєю системою тунелів. Тепер же, населеним залишилося лише древнє місто Орзаммар (англ. Orzammar), закрите від наземних народів, із суспільством з вкоріненими традиціями та жорсткою кастовою системою. Долійські ельфи ведуть кочовий спосіб життя далеко від більшості міст, з гордістю намагаючись зберегти та повернути свою давню ельфійську спадщину та культуру, яка була майже знищена з падінням їхньої імперії, яка правила більшістю земель материка і в якийсь момент таємничим чином розвалилася.
Кілька сотень років тому з Глибинних шляхів, підземної системи магістралей, створеної гномами під час розквіту свого королівства багато століть тому, на поверхню вибралася орда чудовиськ, так званих темнородів (англ. Darkspawn), під проводом Архідемона у вигляді дракона. Ця подія отримала назву «Мор» (англ. The Blight), і мешканці світу ледь зуміли спинити навалу чудовиськ. Починаючи з першого Мору, Тедас покладався на легендарний орден воїнів, відомий як Сірі Вартові (англ. The Grey Wardens), щоб вигнати нашестя темнородів. Dragon Age: Origins починається напередодні п'ятого Мору.

### Сюжет
Прологом до гри служить одна з шести попередньо визначених передісторій, залежно від вибраних гравцем раси та класу персонажа. Кожний пролог закінчується тим, що гравець йде з Дунканом (англ. Duncan) — верховодою Сірих Вартових у Ферелдені, який шукає нових рекрутів і обирає протагоніста одним з кандидатів. Вони вирушають до Остаґара (англ. Ostagar), південної фортеці Ферелдену, де саме зараз король Кейлан (англ. Cailan), та легендарний полководець, і за сумісництвом його тесть і близький друг його покійного батька, Лоґейн (англ. Loghain) збирають армію щоб дати відсіч темнородам, чутки про появу яких тільки но почали з'являтися у цих землях. План військових лідерів полягає в тому, щоб розбити армію темнородів ще до того як вони розповзуться по землях Ферелдену і зупинити новий Мор у самому його зародку. Дункан відчуває вплив Архідемона і наголошує на важливості зупинити Мор, перш ніж він стане загрозою усьому Тедасу.
Напередодні битви протагоніст проходить ритуал Посвяти (англ. The Joining) до Ордену Сірих Вартових, у якому він/вона є єдиним вижившим із підібраних Дунканом нових рекрутів. Орден ревно охороняє таємницю ритуалу, бо суть його полягає у вживанні крові темнородів. Вартові, що пережили ритуал, відтепер завжди носять у своїй крові повільно вбиваючу їх моровицю (англ. The Taint), але водночас, набувають здатності відчувати темнородів та Архідемона на відстані. Після повноцінного приєднання протагоніста до Сірих Вартових, Дункан доручає йому/їй та іншому молодому Вартовому Алістеру (англ. Alistair) запалити сигнальний маяк, щоб у вчасний момент дати сигнал частині армії під керівництвом Лоґейна атакували фланг орди темнородів. Виявляється, що темнороди вже захопили вежу, куди протагоністу доводиться прориватися з боєм. Однак, у вирішальний для битви момент, Лоґейн, побачивши значно перевищуючі їхню армію сили супротивника, вирішує відступити та з підконтрольною йому частиною армії покидає поле бою, залишаючи Кейлана, Дункана та все крило Сірих Вартових Ферелдену на вірну смерть. Результатом цього стала повна поразка у цій битві армії Ферелдену, захоплення темнородами контролю над Остаґаром, що поклало початок їх просування землями Ферелдену та повна відсутність Сірих Вартових у регіоні, крім двох наймолодших членів Ордена.
Двох останніх Сірих Вартових Ферелдену рятує Флемет (англ. Flemeth), легендарна могутня відьма хащ. Флемет доручає своїй доньці Морріґан (англ. Morrigan) супроводжувати Вартових у їх квесті по збору нової армії союзників для боротьби з Архідемоном. Використовуючи стародавні договори, підписані союзними націями гномів, ельфів і магів, Вартові вирушають на свою місію збираючи союзників по всій країні. Крім того, Алістер розказує протагоністу що він є бастардом короля Мерика (англ. Maric), що робить його двоюрідним братом загиблого в Остаґарі Кейлана і претендентом на нині вакантний трон Ферелдену. Тим часом Лоґейн повертається до столиці, щоб повідомити своїй дочці, королеві Анорі (англ. Anora), про смерть Кейлана. Лоґейн звинувачує Сірих Вартових у поразці під Остаґаром і вимагає смерті всіх виживших у тій битві членів Ордену. У той час як Анора формально успадковує владу свого чоловіка, Лоґейн оголошує себе її регентом і захоплює тоталітарний контроль над королівством із наміром зберегти владу за собою. Знатні роди Ферелдену повстають проти нього, розпалюючи тим самим громадянську війну у і без того охопленій Мором країні.
Ерл Еймон (англ. Earl Eamon), дядько Кейлана, скликає всіх поважних дворян, щоб згуртувати королівство проти армії Архідемона, де протагоніст перемагає Лоґейна. Залежно від прийнятих під час гри рішень, у гравця тут є можливість вирішити, як долю Лоґейна, так і хто займе трон Ферелдену.
Перед останньою битвою протагоніст дізнається, що для остаточного вбивства Архідемона, необхідно щоб останній удар йому наніс саме Сірий Вартовий. Після смерті Архідемона, його душа переноситься у найближчого темнорода, що робить його практично безсмертним. Якщо смертельний удар нанесе Сірий Вартовий, який вже був заражений під час ритуалу Посвяти, душа Архідемона перенесеться до Вартового, що неминуче вб'є їх обох. На цьому етапі гравець може вирішити хто стане Героєм Ферелдену, вбившим Архідемона (посмертно) та, у деякій мірі, подальшу долю душі Архідемона.

## Розробка
Dragon Age: Origins була створена канадською студією BioWare, відомою своїми проєктами Baldur's Gate, Neverwinter Nights і Jade Empire. Розробка першої демо-версії гри почалася в листопаді 2002 року. Гра була офіційно представлена спільноті на виставці E3 2004 просто як Dragon Age і була повторно представлена як Dragon Age: Origins у липні 2008 року разом з новим трейлером гри. За словами BioWare, вони приховували будь-яку інформацію про гру від громадськості, щоб розвивати дизайн і технологію гри. Понад 180 співробітників працювали над грою і повномасштабна робота над проєктом розпочалася через три роки після початку розробки. Підзаголовок «Origins» (Джерела / Коріння) було вибрано для наголосу на наявність шести можливих передісторій персонажа гравця, а також символізувало повернення BioWare до жанру рольових ігор, крім того, цей проєкт став початком нової франшизи студії. Dragon Age: Origins була духовним наступником Baldur's Gate і Neverwinter Nights у спробі створити подібну до них фентезійну рольову гру без будь-яких ліцензійних обмежень. Схожість в основному присутня в основних елементах ігрових механік тактичного бою в реальному часі. Хоча гра спочатку створювалась на рушії Aurora Engine, яку BioWare використовували ще з часів Neverwinter Nights, команда перейшла на новий рушій Eclipse Engine невдовзі після старту розробки. Зміна рушія значно сповільнила розвиток гри.
Девід Ґейдер, провідний сценарист проєкту, створив і продумав ігровий всесвіт перш ніж написати сюжет. Команда обрала фентезійний сетинг, тому що Ден Тадж, режисер гри, вважав, що BioWare найкраще всього вдаються ігри саме в цьому жанрі. У початковому варіанті розробки не було ані темнородів, ані Сірих Вартових, магам заборонялося використовувати магію в містах. Існувало дванадцять передісторій протагоніста, включно з лидиною-простолюдом і авваром (прим. авт. — дикуни з Арборських хащ), однак більшість було скасовано через те, що вони вийшли «занадто кумедними». Лоґейн був першим створеним персонажем, тоді як оґр на прізвисько «Пухнастик» (англ. Fluffy) і так і залишившийся безіменним персонаж у середній броні були першими створеними ворогами. Наступними були створені концепти Алістера та Морріґан, оскільки вони відіграють найбільшу роль у сюжеті. Їх створення також зайняло набагато більше часу, ніж створення інших персонажів. Спочатку Морріґан була задумана більш схожою на Флемет, однак Ґейдера не задовольнив результат і було вирішено повністю переписати її характер. У результаті основною характеристикою її персонажу стала «пряма і стійка» людина, яка завжди протистоїть своїй матері. Пошук відповідного актора для озвучення Морріґан зайняв найбільше часу, ніж для будь-якого персонажа. Фінальна версія гри містить 68 260 озвучених діалогових реплік, відділ контролю якості гри мали спеціальний чіт, який автоматично пропускав всі діалоги під час тестування. Дракони були додані в гру тільки після того, як її назва була створена за допомогою генератора випадкових імен.
Рей Музика, співзасновник BioWare, сказав, що команда хотіла спробувати щось нове, але знайоме більшості гравців. Вони сподівалися, що Dragon Age: Origins допоможе переосмислити жанр, щоб стати Володарем перснів від відеоігор. Грег Зещук, інший співзасновник студії, описав фентезі Dragon Age як щось середнє між епічним фентезі творів Дж. Р. Р. Толкіна та низьким фентезі творів Джорджа Р. Р. Мартіна. Метою було «темне героїчне фентезі», яке прийде до смаку будь-якому шанувальнику жанру. Таким чином, хоча в грі й представлені типові раси людей, ельфів і гномів, вони дещо відрізняються від класичної природи трьох рас, також команда представила унікальну расу к'юнарі. Деякі з внесених розробниками змін включали переосмислення того, як певні раси трактуються в інших вигаданих світах. Наприклад, в художній літературі ельфи часто описуються як високопарна витончена раса, Dragon Age: Origins представляє їх як рабів людей, затаврованих як громадян другого сорту, які своєю чергою ненавидять людську расу. Це яскраво видно впродовж усієї гри, де у діалогах гравець може дискримінувати інші раси та відчути дискримінацію з боку інших персонажів на основі вибраної раси свого персонажа.
BioWare визнали, що нелінійний вибір є унікальним елементом для відеоігор в індустрії розваг. Зещук назвав деякі ігрові вибори «великими» та «вражаючими», і метою команди розробників було зробити їх якомога більш емоційними та особистими, такими, які б дарували унікальний досвід кожному гравцю. Вони навмисно уникали додавання системи карми, оскільки вибори розроблено так, щоб бути неоднозначними, і лише гравець може оцінити, чи є вони добрими, чи злими. За словами Музики, їхня мета полягала в тому, щоб змусити гравців відчути справжні емоції спілкуючись з персонажами, співчувати їм, гніватись на них або радіти разом з ними. Це бачення змусило команду збалансувати багато ключових аспектів, щоб створити правдоподібний сценарій для гравців, зокрема кількість діалогів і анімації в кожному ролику були найуважнішим чином перевірені. Команда також сподівалася створити романи більш «зрілого» і «складнішого» типу, з правдивим відображенням людських стосунків і реакцій. У грі є сцени сексу, але немає наготи. Музика додав, що це був художній вибір і рішення, прийняте командою, а не видавцем Electronic Arts.
Хоча Dragon Age: Origins — це гра лише для одного гравця, Музика описав її як «соціальний досвід», вважаючи розповідь і різноманітність шляхів досягнення результату невід’ємною частиною ігрового досвіду. Персонажі, яких зустрічає гравець, предмети, які вони збирають, і квести, які вони отримують і виконують, можуть відрізнятися, що призводить до абсолютно різного досвіду. Він також розглянув способи дослідження світу і відкриття нових території, як розповідь про дослідження. Оскільки кожен гравець мав різний досвід, вони сподівалися, що ці гравці співпрацюватимуть, щоб розширити свої знання про ігровий всесвіт. З цією метою команда створила сайт спільноти як соціальне онлайн-середовище для спілкування гравців, де вони могли ділитися статистикою та автоматично створеними скріншотами зі спільнотою.

### Музика та звук

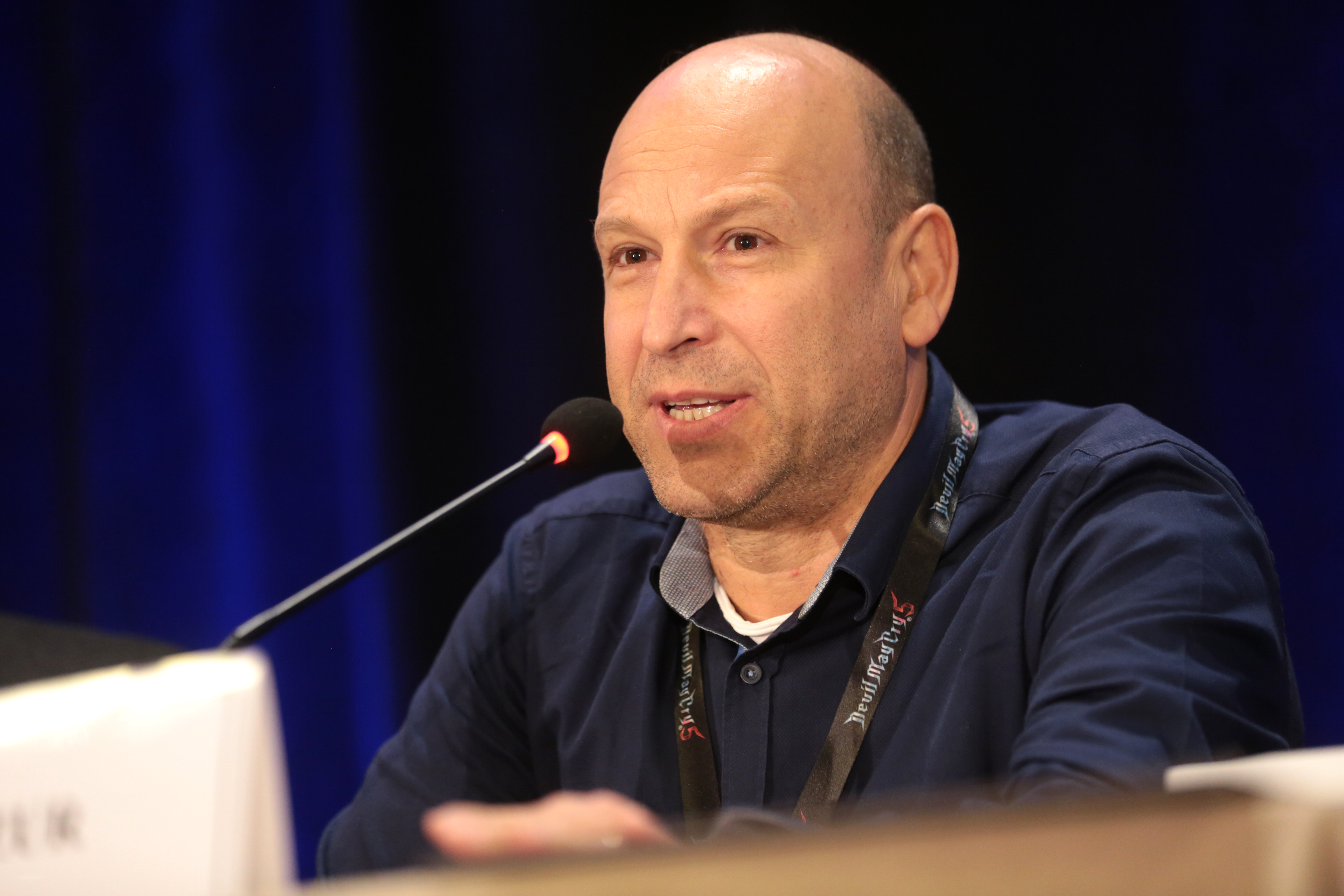
Інон Цур — композитор Dragon Age: Origins

Саундтрек  до гри був записаний у виконанні оркестру з 44 учасників, яких записали двічі та наклали один запис на другий, що забезпечило більш об'ємне звучання оркестру з умовних 88 осіб. У своєму прес-релізі Electronic Arts зазначили колаборацію всесвітньо відомих композитора Інона Цура, вокалістки Обрі Ешберн, аудіодиректора BioWare Саймона Прессі та оркестра Northwest Sinfonia. За словами Цура, він навмисно зробив більшу частину саундтреку «темним», поєднавши низькі мідні та басові струнні інструменти зі старовинними барабанами, щоб поєднати героїчні настрої із демонічними відчуттями. Саундтрек був представлений на Media Interactive Conference у 2009 році і був виконаний перед широкою публікою 26 вересня під час концерту «A Night in Fantasia 2009» у Сіднеї, Австралія, симфонічним оркестром Eminence. Пісня «I Am The One», написана Іноном Цуром і Обрі Ешберн і виконана Обрі Ешберн, перемогла в номінації «Найкраща оригінальна пісня – відеогра» на шоу Hollywood Music in Media Awards & Conference, яке відбулося 19 листопада 2009 року. Прессі також виграв нагороду Hollywood Music in Media Award 2009 року за «Видатний музичний супровід – відеогра».
Dragon Age: Origins містить велику кількість озвучки, записаної в США та Великобританії. Актори: Тім Расс, Стів Валентайн, Кейт Малгрю, Саймон Темплмен, Марк Ролстон, Тім Каррі, Адам Гоуден, Нікола Бертрам і Клаудія Блек. Всього над грою працювало 144 актори озвучення. Значна частина цих записів відносилася до супутніх діалогів між неігровими персонажами партії, розширюючи їх передісторії. Марк Дарра, виконавчий продюсер BioWare, описав каст персонажів гри, як найбільший з усіх їхніх ігор того часу, і сподівався, що використання знаменитостей додасть глибини та складності персонажам. Головний герой не озвучений, оскільки команда сподівалася, що гравці будуть «відображати свій власний внутрішній голос» під час прийняття рішень.

## Маркетинг
Хоча спочатку гра планувалася як ПК-ексклюзив, у 2008 році ігровий журнал Game Informer анонсував консольну версію. До анонсу Зещук припустив, що вся франшиза має «консольне майбутнє» і, врешті, для розширення її аудиторії, було прийнято рішення вивести гру на консольний ринок. Майк Лейдлоу, провідний дизайнер гри, вважав створення інтерфейсу для консольних версій складним завданням, оскільки їм потрібно було перетворити довгу та складну панель швидкого доступу з версії для ПК на більш спрощений інтерфейс, який міг би використовувати ті самі дії лише кількома натисканнями кнопок. З цією метою команда вирішила об’єднати шість різних дій і дозволити гравцям налаштовувати їх розташування. Крім того, консольна версія не має режиму тактичної камери.
Спочатку гру планували випустити на початку 2009 року для Microsoft Windows, а пізніше для PlayStation 3 і Xbox 360. Команда співпрацювала з Edge of Reality для розробки консольних версій гри. Однак дату випуску перенесли на другу половину того ж року, щоб мати одночасний запуск. BioWare оголосили, що гра буде випущена 20 жовтня 2009 року, але пізніше перенесла реліз на 6 листопада 2009 року, оскільки команда хотіла отримати додатковий час полірування проєкту. Версія для PlayStation 3 була в один момент відкладена на 17 листопада, але в кінцевому підсумку була запущена разом з іншими версіями. Версія гри для MacOS, розроблена TransGaming, була випущена 21 грудня 2009 року.
Dragon Age Character Creator був випущений 13 жовтня 2009 року, дозволяючи гравцям створювати персонажа заздалегідь і імпортувати його в гру після її випуску. BioWare також випустили набір інструментів, для створення гравцями своїх модулів пригод. Гравці можуть використовувати ці інструменти для створення нових кампаній, квестів та роликів. 26 листопада 2009 Electronic Arts оголосили конкурс під назвою «Dragon Age: Warden's Quest». Учасники об’єднувалися в групи з чотирьох осіб і змагалися між собою — група-переможець, команда з Угорщини, отримала 12,5 тисяч доларів. Випуск журналу PC Gamer за грудень 2009 року ішов у комплекті з DVD-копією A Tale of Orzammar, промо-модулем ігрової кампанії, де розповідається про персонажа-гравця, якого наймає шляхетний гном, щоб отримати цінний артефакт із зруйнованого тейґа в Глибинних шляхах.

## Реліз

Склад Колекційного видання Dragon Age: Origins

Було випущено кілька видів видань гри. Колекційне видання вийшло в SteelBook коробці, як і стандартне видання воно включало код для завантажувальних доповнень The Stone Prisoner і Blood Dragon Armor, але навідміну від стандартного видання містило три додаткові ексклюзивні внутрішньоігрові предмети, бонусний диск із документальним фільмом про створення гри, концепт-арти, трейлери, оригінальний саундтрек гри та тканинну мапу Ферелдену.
Для Dragon Age: Origins було випущено декілька завантажувальних доповнень, вміст яких варіювався від окремих наборів ігрових предметів до абсолютно нових сюжетних кампаній, серед яких The Stone Prisoner, Warden's Keep, Return to Ostagar, The Darkspawn Chronicles, Leliana's Song, The Golems of Amgarrak та Witch Hunt. 16 березня 2010 року було випущено масштабне сюжетне розширення під назвою Dragon Age: Origins – Awakening, дія якого відбувалася після закінчення основної сюжетної кампанії, додавало новий регіон Амарантин (Amaranthine) і представляло п’ять нових членів групи. Видання «Ultimate Edition», що включає базову гру, розширення Awakening і всі 9 завантажувальних доповнень, було випущено 26 жовтня 2010 року.
9 березня 2011 Electronic Arts провели акцію, під час якої, гравці, які зробили передзамовлення Darkspore, отримають безкоштовну копію Dragon Age: Origins. У 2012 році, щоб відсвяткувати першу річницю власного програмного забезпечення для цифрового розповсюдження Electronic Arts Origin, Dragon Age: Origins безкоштовно роздавали у їх платформі цифрової дистриб'юції разом із Battlefield: Bad Company 2 та Spore протягом обмеженого часу. 8 жовтня 2015 року знову була організована безкоштовна роздача в рамках програми Origin «On the House».

## Оцінки і відгуки
| Агрегатор  | Оцінка                                 |
| ---------- | -------------------------------------- |
| Metacritic | (ПК) 91/100 (PS3) 87/100 (X360) 86/100 |

| Видання        | Оцінка |
| -------------- | ------ |
| 1Up.com        | A      |
| Eurogamer      | 6/10   |
| Game Informer  | 9/10   |
| GameRevolution | A−     |
| GameSpot       | 9.5/10 |
| GameSpy        | [ 76 ] |
| GamesRadar+    | [ 77 ] |
| Giant Bomb     | [ 78 ] |
| IGN            | 9/10   |

Після виходу Dragon Age: Origins отримала широке визнання від критиків і ігрової спільноти. Попри те, що гра вважається практично ідентичною на всіх платформах, відмінності в інтерфейсі, продуктивності та різниці завантажувального контенту призвели до того, що версія для ПК була оцінена більш високо, ніж версії для PlayStation 3 і Xbox 360. Metacritic оцінює версії гри для Windows, PlayStation 3 і Xbox 360 у 91, 87 і 86 відповідно.
Сетинг гри був добре прийнятий критиками. Дейв Снайдер із Giant Bomb вважав, що на перший погляд ігровий всесвіт здається традиційним через присутність гномів та ельфів, але світ створений чудово. Він також оцінив маленькі штрихи, додані BioWare, відзначивши французький акцент людей Орлезіанської імперії. Він додав, що шість передісторій та унікальні для них діалоги й посилання на коріння протагоніста протягом усієї гри роблять світ цілісним. Кевін ВанОрд з GameSpot зробив подібні коментарі, заявивши, що нові ідеї, додані до знайомого світу, роблять його оригінальним і новим. Однак Джефф Хейнс з IGN вважав, що історії про походження були непослідовними та хоч і додавали світу «багатства і яскравості», але і робили його менш правдоподібним. Джо Джуба з Game Informer написав, що світ добре реалізований та має досить глибоку історію, яка робить гру захоплюючою і затягує гравця на сотні годин.
Сюжет гри та персонажі також отримали похвалу. Снайдер сказав, що деякі ігрові вибори були досить важкими, через що він шкодував про деякі з них тижнями після завершення гри. Він додав, що основний квест гри був добре написаний, а його якість підвищилася завдяки чудовій озвучці, назвавши гру Клаудії Блек у ролі Морріґан однією з найкращих у грі. ВанОрд високо оцінив сюжет, сказавши, що він запам’ятовується та ретельно створений, успішно змушуючи гравців піклуватися про світ і персонажів гри. Він додав, що глибокий розвиток персонажів робить кожен вибір «важливим». GamesRadar вважали, що історія та зовнішній вигляд протагоніста здавалися узагальненими, але історія ставала все більш і більш захоплюючою в міру свого розвитку. Ніку Тану з Game Revolution сподобалися жарти між напарниками як жартівлива зміна темпу в грі. Джеральд Віллоріа з GameSpy похвалив розробників за виключення системи моралі, завдяки чому персонажі стали більш складними. Джуба писав, що історія хороша, але передбачувана, не віддаляючись далеко від стандартних фантастичних історій. Уеслі Їн-Пул з VideoGamer назвав цю історію незабутньою, сказавши, що вона спонукає гравців повернутися до гри, «як наркоман, який шукає полегшення». На десяту річницю гри, Ерік Ван Аллен з USGamer зауважив, що стосунки компаньйонів між собою є доволі напруженими, і що більшість компаньйонів не слідують за протагоністом через сліпу відданість. Ван Аллен зазначає, що напруга між напарниками призвела до «морально сірими» виборами, заохочуючи гравців приймати рішення, які відповідають їхнім власним почуттям, на відміну від серії Mass Effect.
Що стосується бойової системи, Снайдер назвав бої досить спрощеними, але сказав, що гравці, які не хочуть використовувати механіку паузи, не зможуть оцінити гру, оскільки бій вимагає як терпіння, так і стратегії. Йому більше сподобався вид від третьої особи, ніж вид зверху вниз, сказавши, що ракурс зверху ускладнює середовище, і похвалив високу складність битв з босами, у яких гравцям потрібно ретельно слідкувати за своєю витривалістю. Його висновок полягав у тому, що Dragon Age: Origins «схожа на справжнє повернення до старих добрих часів рольових ігор для ПК». ВанОрд сказав, що бойову систему легко впізнати гравцям, які грали в інші рольові ігри від BioWare. Він додав, що гравці можуть отримати масу задоволення, перемикаючись між персонажами, і погодився, що гра створила захоплюючі битви з босами. Він похвалив вибір відновлювати здоров’я та витривалість відразу після битв, оскільки це пришвидшило бойовий темп. Тан також високо оцінив бої, назвавши цю систему кращою, ніж інші рольові ігри BioWare, але йому не сподобався той факт, що персонажі не можуть ступати у воду. Джуба похвалив кількість простору для експериментів гравців з новими навичками та здібностями, додавши, що необхідна концентрація та увага роблять бій дуже задовільним.
Графіка отримала неоднозначні відгуки. ВанОрд не був вражений, заявивши, що середовище виглядає не так добре, якщо дивитися зверху вниз, але він похвалив художній стиль і деякі «привабливі» орієнтири гри. Тану сподобалося те, що середовище було різноманітним і унікальним, і сказав, що кожен рівень здається «широким» і наповненим деталями. Віллорія виявив, що візуальна якість недостатня в порівнянні з Mass Effect 2, додавши, що анімація обличчя часом може здатися дерев'яною, але знайшов бойову анімацію задовільною. Крім того, він розкритикував сексуальні сцени як «неприємні». Їн-Пул сказав, що графіка гри була нудною, і назвав сцени сексу «антикульмінаційними» та погано виконаними. І Віллорія, і Їн-Пул вважали, що шість років розробки було занадто довгим терміном, враховуючи посередню графіку гри.
За оцінками GamesRadar, у грі понад 80 годин контенту. Віллорія назвав світ захоплюючим, а його реіграбельність дуже високою, оскільки гравці можуть відкривати нові історії знову і знову у нових проходженнях. Джуба погодився, так само як і Їн-Пул, який додав, що те, як напарники реагують на рішення гравця, а також шість передісторій значно подовжують довговічність гри. Джон Вокер, який пише для Eurogamer, зазначає, що найчастішою темою гри є межа між акультурацією та інкультурацією. Він високо оцінив рівень глибини, заданий Dragon Age: Origins, назвавши це одним із найбільш надзвичайних ігрових досягнень, які він бачив до того моменту.

### Продажі
Dragon Age: Origins очолила рейтинг продажів Steam 10 листопада 2009 року. Цифрове Deluxe видання посіло перше місце, а стандартне видання – друге. За даними NPD Group, версія гри для Xbox 360 була дев'ятою за кількістю продажів у США, продавшись приблизно 362 100 копіями. За словами Джона Річітіелло, генерального директора Electronic Arts, компанія дуже задоволена продажами проєкту, більше 1 мільйона копій завантажувального контенту для гри було продано до кінця 2009 року. У лютому 2010 року Electronic Arts оголосили, що було продано понад 3,2 мільйона копій гри.

## Нагороди
| Рік  | Нагорода                        | Номінація                                | Результат | Примітки |
| ---- | ------------------------------- | ---------------------------------------- | --------- | -------- |
| 2009 | D.I.C.E. Awards                 | «Рольова гра року»                       | Перемога  | [ 86 ]   |
| 2009 | D.I.C.E. Awards                 | «Гра року»                               | Номінація | [ 86 ]   |
| 2009 | Spike Video Game Awards         | «ПК гра року»                            | Перемога  | [ 87 ]   |
| 2009 | Spike Video Game Awards         | «Рольова гра року»                       | Перемога  | [ 87 ]   |
| 2009 | IGN                             | «ПК гра року»                            | Перемога  | [ 88 ]   |
| 2009 | IGN                             | «ПК гра року» (вибір гравців)            | Перемога  | [ 88 ]   |
| 2009 | IGN                             | «Xbox гра року»                          | Перемога  | [ 89 ]   |
| 2009 | IGN                             | «Xbox гра року» (вибір гравців)          | Перемога  | [ 89 ]   |
| 2009 | IGN                             | «Кращий сценарій»                        | Перемога  | [ 90 ]   |
| 2009 | IGN                             | «Рольова гра для ПК»                     | Перемога  | [ 91 ]   |
| 2009 | Giant Bomb                      | «ПК гра року»                            | Перемога  | [ 92 ]   |
| 2009 | PC Gamer (US)                   | «Гра року»                               | Перемога  | [ 93 ]   |
| 2009 | PC Gamer (US)                   | «Рольова гра року»                       | Перемога  | [ 93 ]   |
| 2009 | Hollywood Music In Media Awards | «Краща оригінальна пісня у відеогрі»     | Перемога  | [ 46 ]   |
| 2009 | Hollywood Music In Media Awards | «Видатний музичний супровід у відеогрі»  | Перемога  | [ 46 ]   |
| 2009 | Game Audio Network Guild Awards | «Музика року»                            | Номінація | [ 94 ]   |
| 2009 | Game Audio Network Guild Awards | «Краща оригінальна пісня» (Pop)          | Номінація | [ 94 ]   |
| 2009 | Game Audio Network Guild Awards | «Кращий оригінальний саундтрек» (Альбом) | Номінація | [ 94 ]   |
| 2009 | BAFTA Awards                    | «Кращий сюжет»                           | Номінація | [ 94 ]   |
| 2009 | Canadian Videogame Awards       | «Гра року»                               | Перемога  | [ 94 ]   |
| 2009 | Canadian Videogame Awards       | «Кращий сценарій»                        | Перемога  | [ 94 ]   |
| 2009 | Canadian Videogame Awards       | «Кращий звук»                            | Номінація | [ 94 ]   |
| 2009 | Canadian Videogame Awards       | «Кращий візуал-арт»                      | Номінація | [ 94 ]   |
| 2010 | NAVGTR Awards                   | «Роль другого плану у драмі» (Тім Каррі) | Номінація | [ 94 ]   |

## Спадщина
Хоча суфікс у назві «Origins» натякав на те, що гра буде початком нової франшизи, команда не очікувала, що вона стане на стільки успішною, і ніколи не планувала продовження. Тим не менш, Dragon Age: Origins заложила початок для франшизи, що складається з відеоігор, коміксів і романів. Продовження гри, Dragon Age II, яка розповідає історію нового протагоніста було випущено у 2011 році. Гравці можуть переносити свої ігрові збереження з Dragon Age: Origins у сиквел — рішення, прийняті гравцем під час оригінальної гри, можуть вплинути на деякі деталі сюжету Dragon Age II. Третя частина серії, Dragon Age: Inquisition, була випущена в листопаді 2014 року. Рішення, прийняті у двох попередніх іграх також переносяться в Dragon Age: Inquisition. Гравці можуть вручну створити необхідний файл зі своїми ігровими виборами за всі ігри серії в онлайн-додатку, випущеному студією у 2014 році, Dragon Age Keep.
За словами Річарда Коббетта з Eurogamer, вихід Dragon Age: Origins ознаменував момент, коли західні рольові відеоігри перемістили на себе центр уваги. Він заявив, що успіх цієї гри довів, що «хардкорна, старомодна гра все ще може знайти віддану аудиторію», і що вона «встановила нову основу для жанру майже так само, як оригінальна Baldur's Gate у 1998 році».